# Grand orgue (clavier)
 (août 2022).
Si vous disposez d'ouvrages ou d'articles de référence ou si vous connaissez des sites web de qualité traitant du thème abordé ici, merci de compléter l'article en donnant les références utiles à sa vérifiabilité et en les liant à la section « Notes et références ».

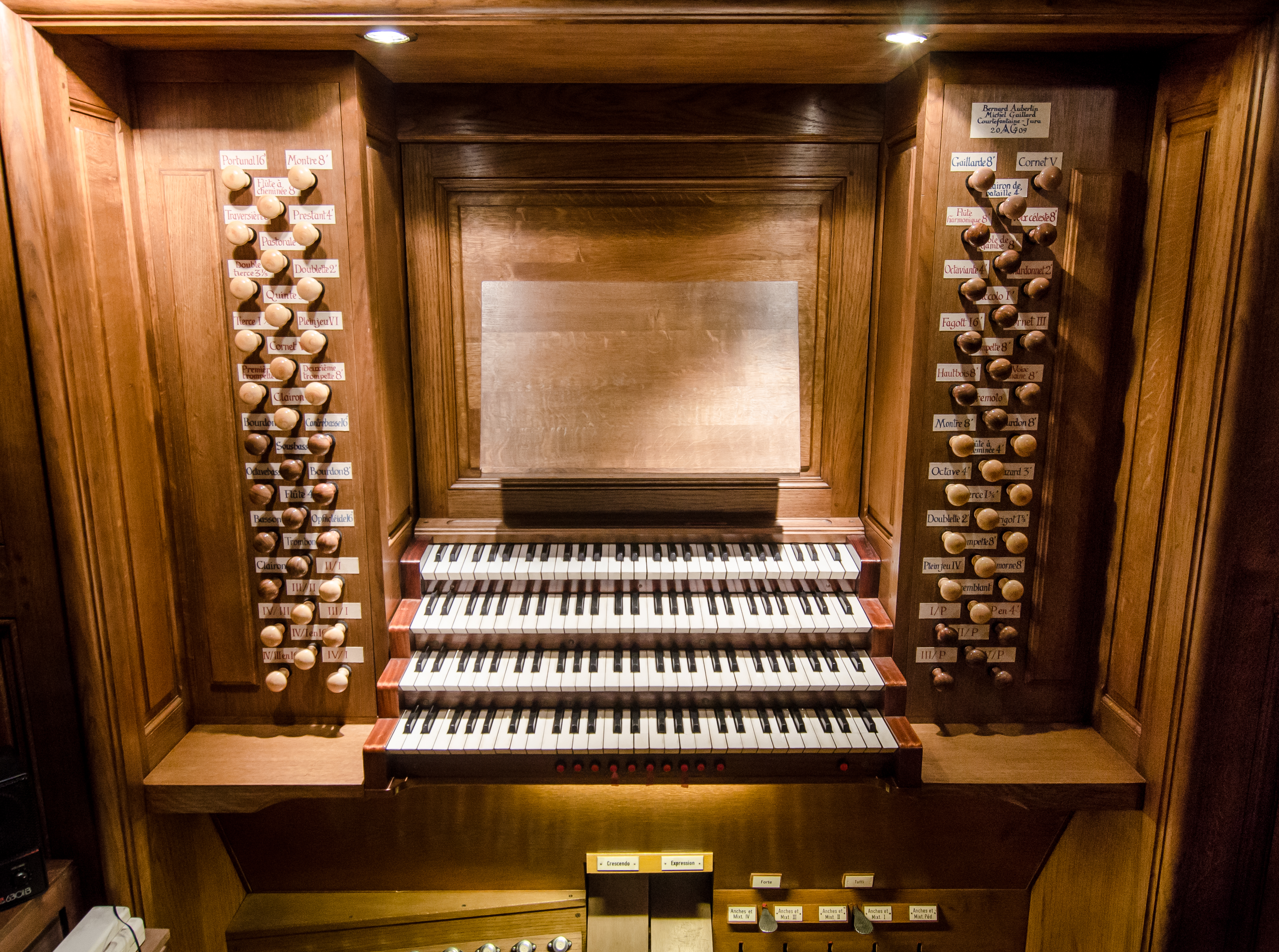
Une console d'orgue.

Le clavier de grand orgue ou grand orgue en forme abrégée, dans l'orgue classique français, et à condition qu'il y ait plusieurs claviers, est le clavier le plus important de l'instrument, celui qui porte les jeux les plus puissants[réf. nécessaire] — notamment les plus grands nombres de rangs de mixtures et les jeux manuels les plus graves.
Dans l'orgue baroque, il occupe à la console la deuxième place au-dessus du clavier de positif. Dans l'orgue moderne il occupe généralement la première place, la plus basse.[réf. nécessaire]
Dans les partitions de musique pour orgue, il est généralement noté par les abréviations GO ou G et parfois simplement par le chiffre romain I. Dans la musique ancienne il peut parfois porter le nom de « grand clavier », « grand jeu » ou « grand corps ».
Dans l'orgue symphonique monumental (instrument ayant plus de trois claviers), le clavier de grand orgue est parfois divisé en deux claviers complémentaires : le grand orgue proprement dit regroupant les fonds et les mixtures, et le grand chœur regroupant les mutations et les anches. Cette division correspond en fait à une séparation des sommiers pour permettre une meilleure répartition des pressions d'air. En pratique, seule la réunion de ces deux claviers (par accouplement) permet d'avoir sous les doigts l'ensemble des jeux que l'on trouve traditionnellement au grand orgue.
En anglais il se nomme Great, en allemand Hauptwerk, en italien Grand’organo.